# Lonestar
Lonestar is een Amerikaanse countryband die bestaat uit Cody Collins (zanger) (geboren in Pace, Florida), Michael Britt (gitaar) (geboren op 15 juni 1966 in Fort Worth, Texas), Keech Rainwater (drumstel) (geboren op 24 januari 1963 in Plano, Texas) en Dean Sams (keyboard) (geboren op 3 augustus 1966 in Garland, Texas). De band werd in 1995 opgericht.

## Carrière

### Begin
Lonestar is in 1992 begonnen als een band genaamd Texassee. De naam was toen omdat alle 5 de bandleden uit Texas kwamen.

### Crazy Nights
In 1997 heeft de band hun 2e album gelancheerd, Crazy Nights. 2 nummers van het album, "Say When" and "Come Cryin' to Me" zijn mede geschreven voor John Rich. Terwijl het nummer "Everything's Changed" werd geschreven door McDonald. Kort na de release van "Everything's Changed" is John Rich vertrokken bij Lonestar, solo bij BNA. Dit was echter niet succesvol. Hierna is die de ene helft van het countryrock-duo Big & Rich geworden.

### Lonely Grill
Lonely Grill, het 1e album zonder Rich, werd gelanceerd in 1999.

## Band leden

### Huidig
- Michael Britt - lead guitar, harmony vocals (1992- tot heden)
- Cody Collins - lead vocals (September 2007- tot heden)
- Keech Rainwater - drums, percussion (1993- tot heden)
- Dean Sams - keyboards, harmonica, melodica, harmony vocals (1992- tot heden)

### Oude bandleden
- Richie McDonald - lead vocals, rhythm guitar, piano (1992-2007)
- John Rich - bass guitar, lead and harmony vocals (1995-1998)

## Vertrek van Richie McDondald
In 2007 vertrok Richie McDonald bij Lonestar. Dit om aan een solocarrière te beginnen.
Zijn 1e solosingle heet "God's Still in America".

## Discografie

### Albums
- 1995 Lonestar #69 U.S.; #11 U.S. Country
- 1997 Crazy Nights #166 U.S.; #16 U.S. Country
- 1999 Lonely Grill #28 U.S.; #3 U.S. Country (3x platina)
- 2000 This Christmas Time #95 U.S.; #11 U.S. Country
- 2001 I'm Already There #9 U.S.; #1 U.S. Country
- 2003 From Here To There - The Greatest Hits #7 U.S.; #1 U.S. Country
- 2004 Let's Be Us Again #14 U.S.; #2 U.S. Country
- 2005 Coming Home #26 U.S.; #3 U.S. Country
- 2006 Mountains #37 U.S.; #10 U.S. Country
- 2007 My Christmas List
- 2010 Party Heard Around the World

### Singles
| Jaar | Naam                                     | Chart positie | Chart positie | Album               |
| Jaar | Naam                                     | US Hot 100    | US Country    | Album               |
| ---- | ---------------------------------------- | ------------- | ------------- | ------------------- |
| 1995 | "Tequila Talkin'"                        | -             | #8            | Lonestar            |
| 1996 | "No News"                                | -             | #1            | Lonestar            |
| 1996 | "Runnin' Away With My Heart"             | -             | #8            | Lonestar            |
| 1996 | "Heartbroke Everyday"                    | -             | #18           | Lonestar            |
| 1996 | "When Cowboys Didn't Dance"              | -             | #45           | Lonestar            |
| 1997 | "Come Cryin' To Me"                      | -             | #1            | Crazy Nights        |
| 1997 | "You Walked In"                          | #93           | #12           | Crazy Nights        |
| 1998 | "Say When"                               | -             | #13           | Crazy Nights        |
| 1998 | "Everything's Changed"                   | #95           | #2            | Crazy Nights        |
| 1999 | "All My Love for Christmas"              | -             | #61           |                     |
| 1999 | "Saturday Night"                         | -             | #47           | Lonely Grill        |
| 1999 | "Amazed"                                 | #1            | #1            | Lonely Grill        |
| 1999 | "Smile'"                                 | #39           | #1            | Lonely Grill        |
| 2000 | "Have Yourself A Merry Little Christmas" | -             | #71           | This Christmas Time |
| 2000 | "Santa Claus is Coming to Town"          | -             | #67           | This Christmas Time |
| 2000 | "What About Now"                         | #30           | #1            | Lonely Grill        |
| 2000 | "Tell Her"                               | #39           | #1            | Lonely Grill        |
| 2000 | "Winter Wonderland"                      | -             | #72           | This Christmas Time |
| 2000 | "The Little Drummer Boy"                 | -             | #46           | This Christmas Time |
| 2001 | "I'm Already There"                      | #24           | #1            | I'm Already There   |
| 2001 | "With Me"                                | #63           | #10           | I'm Already There   |
| 2001 | "Unusually Unusual"                      | #66           | #12           | I'm Already There   |
| 2002 | "Not A Day Goes By"                      | #36           | #3            | I'm Already There   |
| 2003 | "My Front Porch Looking In"              | #23           | #1            | From There to Here  |
| 2003 | "Walking in Memphis"                     | #61           | #8            | From There To Here  |
| 2004 | "Let's Be Us Again"                      | #38           | #4            | Let's Be Us Again   |
| 2004 | "Mr. Mom"                                | #33           | #1            | Let's Be Us Again   |
| 2004 | "Somebody's Someone"                     | -             | #53           | Let's Be Us Again   |
| 2005 | "Class Reunion (That Used To Be Us)"     | #97           | #16           | Let's Be Us Again   |
| 2005 | "You're Like Comin' Home"                | #63           | #8            | Coming Home         |
| 2006 | "I'll Die Tryin'"                        | -             | #43           | Coming Home         |
| 2006 | "Mountains"                              | #75           | #10           | Mountains           |
| 2007 | "Nothing To Prove"                       | #-            | #-            | Mountains           |

### Videoclips
Via SPIKE (Powerd by IFILM)
| Nummer            | Link |  | Nummer                    | Link |
| ----------------- | ---- |  | ------------------------- | ---- |
| Smile             |      |  | Amazed                    |      |
| I'm Already There |      |  | My Front Porch Looking In |      |
| Not a Day Goes By |      |  | With Me                   |      |
| You Walked In     |      |  | Mountains                 |      |

Een afspeellijst op YouTube [dode link]